# District de Đại Từ
Đại Từ est un district rural de la province de Thái Nguyên dans la région du Nord-est du Viêt Nam. 

## Géographie
La superficie du district est de 578 km2. 
Le chef-lieu du district est Hùng Sơn.